# Øve os på hinanden
Øve os på hinanden (svenska: Öva på varandra) är en låt av den danska musikdoun Fyr & Flamme som representerade Danmark i Eurovision Song Contest 2021 i Rotterdam. Låten släpptes 10 februari 2021 och toppade den danska singellistan och var det första danska Eurovision-bidraget att göra det sedan "Only Teardrops" 2013.

## Eurovision Song Contest
Låten tävlade i Dansk Melodi Grand Prix 2021, vilket var den danska uttagningen till Eurovision Song Contest 2021. Låten kom att vinna tävlingen och blev således det första bidraget sedan 1997 att helt sjungas på danska. Danmark placerades att tävla i den andra semifinalen som ägde rum 20 maj 2021. Bidraget slutade på en elfte plats med 89 poäng och misslyckades därmed med att nå finalen.